# Entrincheiramento da Ponta Grossa
O Entrincheiramento da Ponta Grossa localizava-se na encosta do morro da Ponta Grossa, a Noroeste da ilha de Santa Catarina, onde atualmente se ergue a Fortaleza de São José da Ponta Grossa, no litoral do estado de Santa Catarina, no Brasil.
Constituiu-se em um simples entrincheiramento que remontava a 1653, no local onde, a partir de 1740, foi erguida a Fortaleza de São José (SOUZA, 1885:122). BARRETTO (1958) segue a mesma informação, mas remontando-a a 1635, tendo ocorrido, aparentemente, uma inversão de dígitos (op. cit., 275).